# Beni ʿAmir
Ne doit pas être confondu avec Beni Amer.
Beni ʿAmir (arabe : بني عمير) est une tribu arabe marocaine d'ascendance Jochemites, ayant son territoire autour de la ville de Fqih ben Salah dans la région de Tadla.

## Origines
Les Béni Amir sont issues de la tribu Bani Jaber, une tribu arabe branche de la confédération des Jochemites (Jochem), allié aux Banu Hilal et cousins de ces derniers.

## Histoire

### Résistance Anti-Colonial
En 1907, la tribu Beni Amir et Beni Moussa, voyant arriver les troupes françaises dans la région de la Chaouia, vont s'organiser et prêter main-forte aux résistants chaouia, les Beni Amir vont nommer à la tête de la résistance le Caïd Abd'Allah ben Jaber, qui va diriger environ 600 hommes contre le Général Mangin, cette résistance connaîtra beaucoup de martyrs pour les Tadlaouis, jusqu'à une avance de ces derniers, au Qsar Beni Meskine, ou des troupes coloniales ce sont réfugiés, les insurgés vont brûler la forteresse avec du bois, de la paille et autres, les troupes françaises arriveront pour certaines à fuir l'incendie.

## Composition tribal
La tribu est composée de 4 branches originels ; 
- Les Awlad Mohamed ar-Rakak
- Les Awlad Mohamed al-Ghalazh
- Les Beni Shakdal
- Les Al-Khalfiah

Et ce sont rajoutés a eux 
- Les Ahl Sousse
- Les Ahl Morba'a
- Les al-'Alaitah
- Les Brad'iyah
- Les Awlad Brahma
- Les Menasra
- Beni Oukil
- Awlad Ya'ish
- Ait Qaddour

## Personnalités
- Aron Amiri : activiste de la cause tribal arabe marocaine